# L'Adoration des bergers (Le Caravage)
Pour les articles homonymes, voir L'Adoration des bergers.
L'Adoration des bergers est un tableau de Caravage peint en 1609 et conservé au musée régional de Messine en Sicile.

## Historique
Cette peinture est réalisée en 1609 par Caravage lors de son séjour en Sicile, après avoir fui Malte l'année précédente. Deux chroniqueurs du XVIIe siècle, le Jésuite Placido Sampieri puis le peintre et biographe Francesco Susinno, évoquent le tableau et en indiquent l'origine : Caravage en obtient la commande du sénat de Messine pour l'église des Capucins, Santa Maria della Concezione, dont elle doit décorer le maître-autel,. Le peintre perçoit pour cela la somme de mille écus. 
Susinno ne tarit pas d'éloges envers ce tableau, qu'il juge être le plus beau de toute l’œuvre de Caravage. Le critique d'art Andrew Graham-Dixon fait écho à ce sentiment lorsqu'il estime quatre siècles plus tard qu'il s'agit là d'un des plus grands tableaux religieux du XVIIe siècle, et le dernier chef-d’œuvre de Caravage qui va mourir un an plus tard.
Cette œuvre marque le début du style dit de la « nativité pauvre » pour la représentation de cette scène. 
Il n'est connu qu'une seul copie contemporaine de ce tableau, de toutes petites dimensions.
Après un grand tremblement de terre qui atteint la région en 1908, la décision est prise de transférer la toile de l'église vers le musée de Messine. Elle bénéficie en 2009-2010 d'une restauration, qui permet de faire apparaître un fragment de ciel entre les planches et le toit, fragment qui était devenu invisible avec le temps,.

## Thème
La scène est située dans une étable. Il s'agit d'une Nativité, c'est-à-dire une scène classique de l'iconographie chrétienne présentant la naissance de l'enfant Jésus ; et plus précisément, comme l'indique le titre, la scène focalise sur un événement qui est évoqué dans l'évangile de Luc et qui fait référence à l'Adoration des bergers : 

« 8. Il y avait, dans cette même contrée, des bergers qui passaient dans les champs les veilles de la nuit pour garder leurs troupeaux.
9. Et voici, un ange du Seigneur leur apparut, et la gloire du Seigneur resplendit autour d’eux. Ils furent saisis d’une grande frayeur.
10. Mais l’ange leur dit : Ne craignez point ; car je vous annonce une bonne nouvelle, qui sera pour tout le peuple le sujet d’une grande joie :
11. c’est qu’aujourd’hui, dans la ville de David, il vous est né un Sauveur, qui est le Christ, le Seigneur.
12. Et voici à quel signe vous le reconnaîtrez : vous trouverez un enfant emmailloté et couché dans une crèche.
13. Et soudain il se joignit à l’ange une multitude de l’armée céleste, louant Dieu et disant :
14. Gloire à Dieu dans les lieux très hauts, et paix sur la terre parmi les hommes qu’il agrée !
15. Lorsque les anges les eurent quittés pour retourner au ciel, les bergers se dirent les uns aux autres : Allons jusqu’à Bethléem, et voyons ce qui est arrivé, ce que le Seigneur nous a fait connaître.
16. Ils y allèrent en hâte, et ils trouvèrent Marie et Joseph, et le petit enfant couché dans la crèche.
17. Après l’avoir vu, ils racontèrent ce qui leur avait été dit au sujet de ce petit enfant.
18. Tous ceux qui les entendirent furent dans l’étonnement de ce que leur disaient les bergers.
19. Marie gardait toutes ces choses, et les repassait dans son cœur.
20. Et les bergers s’en retournèrent, glorifiant et louant Dieu pour tout ce qu’ils avaient entendu et vu, et qui était conforme à ce qui leur avait été annoncé. »

— Évangile selon saint Luc : 2, 8-20 (traduction L.Segond).
Le thème est très proche de l'autre grand retable que Caravage peint en Sicile : celui de La Nativité avec saint François et saint Laurent, également réalisé en 1609 pour un oratoire situé à Palerme. À l'image du Repos pendant la fuite en Égypte qui date des environs de 1595, la Sainte Famille y est chaque fois dépeinte de manière très simple et intimiste ; mais depuis lors l'atmosphère des toiles de Caravage s'est fortement assombrie.

## Description
Dans la partie gauche de l'étable, Marie est allongée par terre sur la paille, portant un manteau rouge, accoudée sur la mangeoire, derrière laquelle on aperçoit le bœuf et l'âne ; elle porte l'Enfant emmailloté sur elle, leurs visages se touchant. Joseph est placé, agenouillé avec d'autres personnages, dans la partie droite ; une auréole permet de le distinguer mais il est effectivement situé non pas avec Marie et Jésus, mais avec le reste du groupe placé en regard. Un panier contenant les rares effets de la Sainte Famille (du pain, des vêtements et quelques outils de charpentier) est placé à gauche en bas, appuyant la simplicité du cadre et de la situation.

## Analyse
Le thème iconographique de l'Adoration est très courant à l'époque — des spécialistes de Caravage comme Catherine Puglisi ou Gérard-Julien Salvy s'étonnent d'ailleurs qu'aucun commanditaire n'ait sollicité l'artiste lombard à ce sujet avant 1609, — et Caravage y incorpore de nombreux éléments habituels comme l'étable et la mangeoire, ou encore le bœuf et l'âne. Toutefois, il se distingue nettement par un traitement original de la disposition de ces éléments, ainsi que dans la conception des personnages. Par exemple, la Madone n'est pas agenouillée en prière devant l'enfant Jésus, mais allongée et tenant son enfant dans les bras, ce qui correspondrait plutôt à un traitement iconographique d'une Madonna del Parto (ou « Madone de l'enfantement »). L'événement est fermement ancré dans le réel, loin de la jubilation universelle portée par le récit évangélique de Luc : les animaux se montrent indifférents, les bergers sont venus les mains vides et semblent quelque peu effacés devant la mère et son enfant ; et l'enfant Jésus lui-même n'a rien d'explicitement divin. Comme le souligne Puglisi, Caravage « cultive à présent le dépouillement ». Une grande partie de l'espace de la scène est laissée vide, considérablement plus qu'il n'y a d'espace accordé aux protagonistes : c'est là une caractéristique de la période sicilienne du peintre.